# Kimberly Buys
Kimberly Buys (Sint-Niklaas, 23 april 1989) is een voormalig Belgisch zwemster uit Sint-Pauwels. Haar zus Magali zwom ook in competitie tot 2018. Ze werd gecoacht door Ronald Gaastra, die in het verleden onder meer Frédérik Deburghgraeve begeleidde. Haar beste slag was de vlinderslag. Er staan verschillende Belgische records op haar naam.
Kimberly Buys veroverde op het EK kortebaan van 2010 een zilveren medaille op de 200 meter wisselslag en op het EK kortebaan van 2012 een zilveren medaille op de 100 meter vlinderslag.
Buys liet begin 2012 het EK in groot bad schieten om zich optimaal te kunnen voorbereiden op de Olympische Spelen in Londen, haar allereerste Olympische Spelen, waarvoor ze zich plaatste op de 100 meter vlinderslag.
In 2013 kampte ze met een blessureprobleem aan de schouder, waardoor ze forfait gaf voor het BK en het EK kortebaan.
Op haar tweede Olympische Spelen, Rio 2016, behaalde ze een halve finale op de 100 meter vlinderslag in een nieuw Belgisch record. In 2017 bemachtigde ze op de 50 meter vlinderslag haar eerste finaleplaats op een WK langebaan en in 2018 veroverde ze op diezelfde discipline een bronzen medaille op het EK langebaan.
Buys combineerde haar zwemcarrière met een opleiding Biochemie en biotechnologie aan de Universiteit Antwerpen sinds 2007.
Op 13 en 14 november 2021 zwom Buys de laatste competitiewedstrijden van haar 16-jarige topsport zwemcarrière op de Belgische zwemkampioenschappen kortebaan in Leuven. Ze won met haar Antwerps team BRABO twee aflossingstitels en behaalde twee individuele podiumplaatsen. Bij BRABO werd ze deeltijds assistent-coach.
Sinds augustus 2021 werkt ze fulltime als biochemicus in het Universitair Ziekenhuis Antwerpen.

## Belangrijkste prestaties
| Jaar | Olympische Spelen                         | WK langebaan                                                                                  | WK kortebaan                                                 | EK langebaan                                                                                            | EK kortebaan |
| ---- | ----------------------------------------- | --------------------------------------------------------------------------------------------- | ------------------------------------------------------------ | --- | --- |
| 2005 |                                           | geen deelname                                                                                 |                                                              | | 20e 50m vlinderslag 27e 100m vlinderslag                                                                              |
| 2006 |                                           |                                                                                               | geen deelname                                                | 14e 50m vlinderslag 27e 200m wisselslag 29e 100m vlinderslag                                            | 10e 50m vlinderslag 12e 100m vlinderslag 15e 400m wisselslag DQ 100m wisselslag                                       |
| 2007 |                                           | 16e 50m vlinderslag 25e 100m vlinderslag                                                      |                                                              | | 7e 100m vlinderslag 8e 50m vlinderslag 11e 200m wisselslag 20e 200m vrije slag                                        |
| 2008 | geen deelname                             |                                                                                               | geen deelname                                                | 9e 50m vlinderslag 13e 100m vlinderslag 29e 100m vrije slag 8e 4x100m wisselslag                        | 7e 200m wisselslag 10e 100m vlinderslag 11e 100m wisselslag 12e 200m rugslag 18e 50m vlinderslag 15e 4x50m wisselslag |
| 2009 |                                           | 33e 50m vlinderslag 19e 100m vlinderslag 32e 100m rugslag                                     |                                                              | | 28e 100m rugslag 10e 200m rugslag 13e 50m vlinderslag 10e 100m vlinderslag 10e 200m wisselslag                        |
| 2010 |                                           |                                                                                               | geen deelname                                                | 16e 100m rugslag 16e 50m vlinderslag 22e 100m vlinderslag                                               | 25e 50m rugslag · 9e 50m vlinderslag · 200m wisselslag · 8e 100m vlinderslag · 8e 200m rugslag                        |
| 2011 |                                           | 28e 100m rugslag 22e 200m rugslag 31e 100m vlinderslag                                        |                                                              | | geen deelname |
| 2012 | 19e 100m vlinderslag 29e 100m rugslag     |                                                                                               | geen deelname                                                | geen deelname                                                                                           | 7e 100m rugslag · 5e 50m vlinderslag · 100m vlinderslag · 6e 4x50m wisselslag                                         |
| 2013 |                                           | 25e 100m vrije slag 27e 50m rugslag 15e 100m rugslag 15e 50m vlinderslag 19e 100m vlinderslag |                                                              | | schouderblessure |
| 2014 |                                           |                                                                                               | 7e 100m vlinderslag 9e 50m vlinderslag 22e 100m rugslag      | 8e 50m vlinderslag 12e 100m vlinderslag                                                                 | |
| 2015 |                                           | 31e 100m vrije slag 40e 200m vrije slag 16e 50m vlinderslag 16e 100m vlinderslag              |                                                              | | geen deelname |
| 2016 | 13e 100m vlinderslag                      |                                                                                               | 27e 100m vrije slag 10e 50m vlinderslag 17e 100m vlinderslag | geen deelname                                                                                           | |
| 2017 |                                           | 7e 50m vlinderslag 16 100m vlinderslag                                                        |                                                              | | 5e 50m vlinderslag 6e 100m vlinderslag                                                                                |
| 2018 |                                           |                                                                                               | geen deelname                                                | 50m vlinderslag · 13e 100m vlinderslag                                                                  | |
| 2019 |                                           | 16e 50m vlinderslag 25e 100m vlinderslag                                                      |                                                              | | geen deelname |
| 2020 | Geen toernooien vanwege de coronapandemie | Geen toernooien vanwege de coronapandemie                                                     | Geen toernooien vanwege de coronapandemie                    | Geen toernooien vanwege de coronapandemie                                                               | Geen toernooien vanwege de coronapandemie                                                                             |
| 2021 | geen deelname                             |                                                                                               | 16-21 december                                               | 37e 200m vrije slag 29e 50m vlinderslag 16e 100m vlinderslag 7e 4x200m vrije slag 17e 4x100m wisselslag | geen deelname |

## Persoonlijke records
Bijgewerkt tot en met 14 november 2021

### Kortebaan
| Afstand          | Tijd       | Datum             | Plaats     |
| ---------------- | ---------- | ----------------- | ---------- |
| 100m rugslag     | BR 58,15   | 22 november 2012  | Chartres   |
| 200m rugslag     | BR 2.06,29 | 30 januari 2010   | Uster      |
| 50m rugslag      | 28,31      | 24 oktober 2009   | Aken       |
| 50m vlinderslag  | BR 25,42   | 6 augustus 2017   | Berlijn    |
| 100m vlinderslag | BR 56,44   | 7 augustus 2017   | Berlijn    |
| 200m wisselslag  | BR 2.09,27 | 10 december 2009  | Istanboel  |
| 100m wisselslag  | BR 59,78   | 28 september 2018 | Eindhoven  |
| 50m vrije slag   | BR 24,80   | 12 december 2014  | Eindhoven  |
| 100m vrije slag  | BR 53,57   | 12 december 2014  | Edinburgh  |
| 200m vrije slag  | 1.57,39    | 14 november 2009  | Wachtebeke |

### Langebaan
| Afstand          | Tijd       | Datum           | Plaats         |
| ---------------- | ---------- | --------------- | -------------- |
| 100m vrije slag  | 55,47      | 14 mei 2017     | Antwerpen      |
| 200m vrije slag  | 2.01,12    | 16 mei 2015     | Antwerpen      |
| 50m rugslag      | 29,09      | 19 mei 2013     | Antwerpen      |
| 100m rugslag     | BR 1.01,13 | 19 mei 2013     | Antwerpen      |
| 200m rugslag     | BR 2.11,82 | 21 januari 2011 | Berlin         |
| 50m vlinderslag  | BR 25,70   | 28 juli 2017    | Budapest       |
| 100m vlinderslag | BR 57,91   | 6 augustus 2016 | Rio de Janeiro |
| 200m wisselslag  | 2.15,33    | 21 januari 2011 | Antwerpen      |